# Eupelmus iranicus
Eupelmus iranicus är en stekelart som beskrevs av Kalina 1988. Eupelmus iranicus ingår i släktet Eupelmus och familjen hoppglanssteklar.
Artens utbredningsområde är Iran. Inga underarter finns listade i Catalogue of Life.